# إيتل ديو 2
إيتّل ديو 2 (Ittle Dew 2) بألنجليزية هي لعبة مغامرات حركية تم تطويرها من قبل الاستوديو  المستقل السويدي لودوستي (Ludosity) بالنجليزية ونشرت بواسطة نيكاليس ، وهي تكملة للعبة إيتّل ديو 2013 . تم إصدار إيتّل ديو 2 لأنظمة مايكروسوفت ويندوز و بلاي ستيشن 4 و إكس بوكس ون في 15 نوفمبر 2016. تم إصدار نسخة محدثة من اللعبة بعنوان إيتّل دية 2+ لـ نينتندو سويتش في 14 نوفمبر 2017   ؛ تم إصدار المحتوى المحدّث على إصدار ويندوز في 26 مايو 2019.  نينتندو سويتش هي المنصة الوحيدة التي حصلت على إصدار مادي للعبة. 
تمت إزالة اللعبة من جميع منصات الرقمية في 20 سبتمبر 2019 من قبل الناشر نيكاليس بسبب انهيار العلاقات مع المطور. لا يزال إصدار ستيم متاحًا ، حيث تم نشره ذاتيًا.  في نهاية المطاف، تمت إعادة إصدار اللعبة على متجر إيي شوب علي نينتندو سويتش في 19 مارس 2020. 

## القصة
انتهى المطاف ببطلة الرواية إيتل وصديقتها النابضة تيبّسي في جزيرة بعد تحطم الطوافة الخاصة بهم، ويجب عليهم الخروج واستعادة قطع الطوافة الثمانية قبل أن يتمكنوا من المغادرة. 

## اللعب
اللعبة تجعل اللاعب يكمل أي تحد عن طريق حل الألغاز ، يجب على اللاعب التقاط القدرات والعناصر للمساعدة في حل اللغز. هناك أعداء لقتالهم ، والغاز لحلها ومفاتيح يتم تجميعها قبل قتال رئيس الزنزانة.    

## الاستقبال
وفقًا لمراجعة ميتاكريتيك ، حصلت إيتل ديو 2 على نتيجة مستخدمين تبلغ 7.6 من 10. 
على هاردكور غيمر، تلقت اللعبة 3.5 من أصل 5. يقول المؤلف ، جيريمي بيبلز ، إن  إيتل ديو 2 «ليست مثالية ، لكنها تتخلص من بعض الحواف الخشنة لسلفها.» 
في مراجعات نينتندو سويتش ، جمعت اللعبة متوسط درجات 8 من أصل 10. 

## وصلات خارجية
- الموقع الرسمي
- الموسيقى التصويرية